# Bòng bong
Bòng bong hay còn gọi thòng bong, bòng bong dẻo (danh pháp khoa học: Lygodium flexuosum) là một loài dương xỉ trong họ Lygodiaceae. Loài này được L. Sw. mô tả khoa học đầu tiên năm 1801.

## Hình ảnh

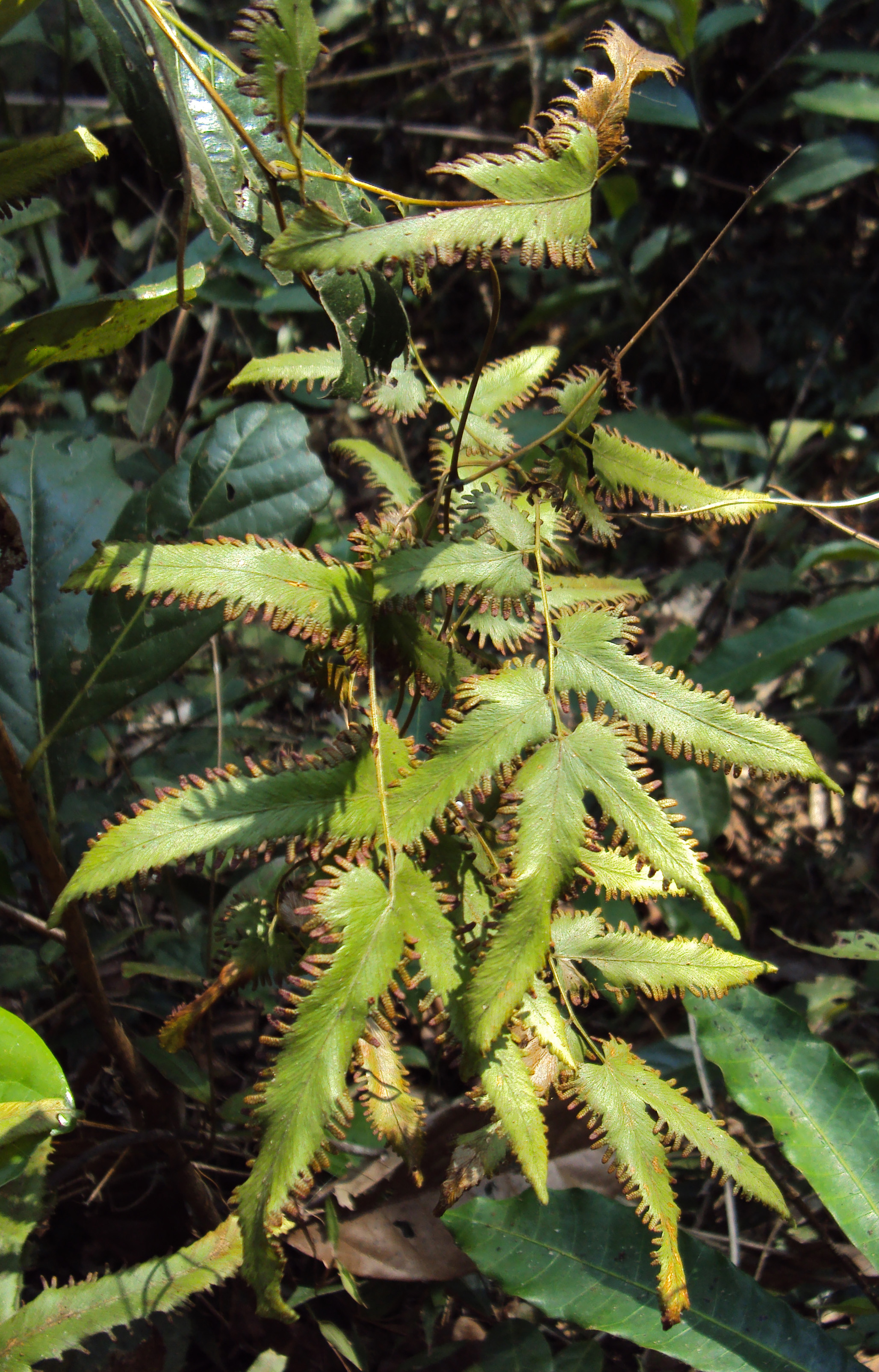